# Сейнт Лорънс
Вижте пояснителната страница за други значения на Сейнт Лорънс.
Река Сейнт Лорънс (на френски: Fleuve Saint-Laurent; на английски: Saint Lawrence River; в превод: Свети Лаврентий) е река в източната част на Северна Америка, югоизточната част на Канада и североизточната част на САЩ.
Дължината ѝ е 1197 km, а заедно със системата от Големите езера (Онтарио, Ери, Сейнт Клеър, Хюрън и Горно езеро), реките (Ниагара, Детройт, Сейнт Клеър и Сейнт Мъри) между тях и река Сейнт Луис, вливаща се в най-западната част на Горно езеро, достига до 3058 km.

## Географска характеристика

### Извор, течение, устие
Река Сейнт Лорънс изтича от североизточния ъгъл на езерото Онтарио при канадския град Кингстън. Тече в североизточна посока и се влива чрез огромен естуар (най-големия в света, дължина 570 km, ширина до 115 km) в залива Сейнт Лорънс на Атлантическия океан. Заедно със системата от Големите американски езера реката е най-голямата водна артерия в Северна Америка по територията на САЩ и Канада.

### Водосборен басейн, притоци
Площта на водосборния басейн на Сейнт Лорънс е 1 344 200 km2, от които в Канада са 839 200 km2, а в САЩ 505 000 km2. Басейнът на Сейнт Лорънс включва части от територията на три канадски провинции – южната и югоизточна част на провинция – Онтарио, южната и югоизточна част на провинция Квебек и най-северозападната част на провинция Ню Брънзуик и осем щата на САЩ – северната част на Върмонт, северната част на щата Ню Йорк, малка част от Пенсилвания, северната част на щата Охайо, най-североизточната част на Индиана, цялата територия на щата Мичиган, източната и североизточна част на Уисконсин и североизточната част на Минесота.
Водосборният басейн на Сейнт Лорънс граничи с други 13 водосборни басейна:
- на северозапад и север – с водосборните басейни на 9 реки Нелсън, Олбани, Мус (река), Харикана, Нотавай, Бродбак, Рупърт и Истмейн, всички вливащи се в Хъдсъновия залив и река Коксоак – от басейна на залива Унгава;
- на югозапад и юг – с водосборния басейн на река Мисисипи, вливаща се в Мексиканския залив на Атлантическия океан;
- на югоизток – с водосборните басейни на реките Хъдсън (река), Кънектикът (река) и Сейнт Джон (река), вливащи се директно в Атлантическия океан.

| Река                                            | Дължина, km | Площ на водосборния басейн, km2 | Дебит (устие), m3 |
| ----------------------------------------------- | ----------- | ------------------------------- | ----------------- |
| Грас (Grass River) (десен)                      | 117         | –                               | —                 |
| Отава (Rivière Ottawa) (ляв)                    | 1271        | 146 300                         | 1950              |
| Норт Ривър (Rivière du Nord) (ляв)              | 137         | 2214                            | 44                |
| Ришельо (Rivière Richelieu) (десен)             | 113         | 23 698                          | 337               |
| Ямаска (Rivière Yamaska) (десен)                | 160         | 4784                            | 83                |
| Сен Франсоа (Rivière Saint François) (десен)    | 280         | 10 230                          | 190               |
| Сен Морис (Rivière Saint Maurice) (ляв)         | 563         | 43 300                          | 730               |
| Беканкур (Rivière Bécancour) (десен)            | 210         | 2607                            | 62                |
| Батискан (Rivière Batiscan) (ляв)               | 177         | 4688                            | 96                |
| Шодиер (Rivière Chaudière) (десен)              | 193         | 6682                            | 214               |
| Жак Картие (Rivière Jacques Cartier) (ляв)      | 161         | 2515                            | —                 |
| Малбе (Rivière Malbaie) (ляв)                   | 161         | 1849                            | 28                |
| Сагеней (Rivière Saguenay) (ляв)                | 217         | 88 000                          | 1750              |
| Бетсиамит (Rivière Betsiamites) (десен)         | 444         | 18 700                          | 340               |
| Утард (Rivière aux Outardes) (ляв)              | 499         | 19 000                          | 400               |
| Маникуаган (Rivière Manicouagan) (ляв)          | 302         | 4580                            | 1020              |
| Годбу (Rivière Godbout) (ляв)                   | –           | –                               | —                 |
| Пентекот (Rivière Pentecôte) (ляв)              | –           | –                               | —                 |
| Сен Маргьорит (Rivière Sainte Marguerite) (ляв) | 306         | 6190                            | 136               |
| Муази (Rivière Moisie) (ляв)                    | 410         | 19 200                          | 490               |

### Хидроложки показатели
Многогодишният среден дебит в устието на Сейнт Лорънс е 9850 m3/s. Максималният отток на реката е през месеците май, юни и юли – 12 309 m3/s, а минималния през януари и февруари – 7543 m3/s. Характерната особеност за Сейнт Лорънс е това, че оттокът на реката е почти постоянен (с много малки разлики) целогодишно, дължащ се на това, че е постоянно подхранван от езерото Онтарио. Реката замръзва само в изключително студени зими.

## Селища и икономическо значение

### Селища
Басейнът на реката е един от най-гъсто заселените и усвоени региони на Канада. Тук са развити както селското стопанство – животновъдство и зърнопроизводство, така и промишленост – тежка и лека. В басейнът ѝ живеят близо 20 млн. души, в т.ч. в град Монреал, вторият по големина град на Канада (около 4 млн. души).
Други големи градове по течението ѝ са: Квебек, Троа ривиер, Кингстън, Корнуол, Кап дьо ла Мадлен и др.

### Корабоплаване
Сейнт Лорънс е плавателна по цялото си течение, като за преодоляване на праговете ѝ около град Корнуол през 1959 г. е пуснат в експлоатация плавателен канал, дълъг 293 km със седем шлюза, по който в езерото Онтарио и нагоре в другите Големи езера, до Горно езеро включително, на 180 m н.в., навлизат океански кораби.

## Откриване и изследване на реката
Река Сейнт Лорънс е открита през 1535 г. от френския мореплавател Жак Картие, който я назовава Сен Лоран (на френски Saint-Laurent). Той се изкачва нагоре по нея до устието на левия ѝ приток река Отава, където сега се намира град Монреал.
През 1542 г. Картие прави опит да се изкачи още по-нагоре по реката, но е спрян от праговете ѝ около днешния град Корнуол. В устието на река Отава основава селището Мон Роял (Кралски хълм, Кралска планина, Кралски връх), който по-късно в леко изменена форма Монреал, става един от най-големите градове на Канада.
През 1608 г. известният с откритията си в Канада френски пътешественик Самюел дьо Шамплен основава град Квебек, а през 1615 г. открива и първи изследва останалата част от реката нагоре от праговете ѝ до изтичането ѝ от езерото Онтарио.